# 乌戈·罗德里格斯
乌戈·罗德里格斯（西班牙語：Hugo Rodríguez，1959年3月14日—），墨西哥男子足球运动员，司职前锋。他曾代表墨西哥国家队参加1978年国际足联世界杯，结果队伍止步小组赛阶段。